# Ormetica parma
Ormetica parma là một loài bướm đêm thuộc phân họ Arctiinae, họ Erebidae.